# Campeonato Europeo de Hockey sobre Hierba
El Campeonato Europeo de Hockey sobre Hierba es la máxima competición de hockey sobre hierba a nivel europeo. Se efectúa desde 1970 y es organizado por la Federación Europea de Hockey (EHF). Desde 1984 se realiza un torneo femenino. Actualmente se realiza cada año impar. 

## Torneo masculino

### Ediciones
| Núm.  | Año  | Sede                          | Oro          | Plata        | Bronce       |
| ----- | ---- | ----------------------------- | ------------ | ------------ | ------------ |
| I     | 1970 | Bruselas · ( Bélgica)         | RFA          | Países Bajos | España       |
| II    | 1974 | Madrid ( España)              | España       | RFA          | Países Bajos |
| III   | 1978 | Hanóver ( RFA)                | RFA          | Países Bajos | Inglaterra   |
| IV    | 1983 | Ámsterdam · ( Países Bajos)   | Países Bajos | URSS         | RFA          |
| V     | 1987 | Moscú ( URSS)                 | Países Bajos | Inglaterra   | RFA          |
| VI    | 1991 | París ( Francia)              | Alemania     | Países Bajos | Inglaterra   |
| VII   | 1995 | Dublín ( Irlanda)             | Alemania     | Países Bajos | Inglaterra   |
| VIII  | 1999 | Padova · ( Italia)            | Alemania     | Países Bajos | Inglaterra   |
| IX    | 2003 | Barcelona · ( España)         | Alemania     | España       | Inglaterra   |
| X     | 2005 | Leipzig · ( Alemania)         | España       | Países Bajos | Alemania     |
| XI    | 2007 | Mánchester ( Reino Unido)     | Países Bajos | España       | Bélgica      |
| XII   | 2009 | Ámsterdam · ( Países Bajos)   | Inglaterra   | Alemania     | Países Bajos |
| XIII  | 2011 | Mönchengladbach · ( Alemania) | Alemania     | Países Bajos | Inglaterra   |
| XIV   | 2013 | Boom · ( Bélgica)             | Alemania     | Bélgica      | Países Bajos |
| XV    | 2015 | Londres ( Reino Unido)        | Países Bajos | Alemania     | Irlanda      |
| XVI   | 2017 | Ámsterdam · ( Países Bajos)   | Países Bajos | Bélgica      | Inglaterra   |
| XVII  | 2019 | Amberes · ( Bélgica)          | Bélgica      | España       | Países Bajos |
| XVIII | 2021 | Amstelveen · ( Países Bajos)  | Países Bajos | Alemania     | Bélgica      |
| XIX   | 2023 | Mönchengladbach · ( Alemania) | Países Bajos | Inglaterra   | Bélgica      |
| XX    | 2025 | Mönchengladbach · ( Alemania) | Alemania     | Países Bajos | España       |
| XXI   | 2027 | Londres ( Reino Unido)        |              |              |              |

### Medallero histórico
- Actualizado a Mönchengladbach 2025.

| Núm. | País         | Oro | Plata | Bronce | Total |
| ---- | ------------ | --- | ----- | ------ | ----- |
| 1    | Alemania     | 9   | 4     | 3      | 16    |
| 2    | Países Bajos | 7   | 8     | 4      | 19    |
| 3    | España       | 2   | 3     | 2      | 7     |
| 4    | Inglaterra   | 1   | 2     | 7      | 10    |
| 5    | Bélgica      | 1   | 2     | 3      | 6     |
| 6    | URSS         | 0   | 1     | 0      | 1     |
| 7    | Irlanda      | 0   | 0     | 1      | 1     |
|      | TOTAL        | 20  | 20    | 20     | 60    |

1. ↑  Incluye las medallas obtenidas por la RFA entre 1949 y 1990.

## Torneo femenino

### Ediciones
| Núm.  | Año  | Sede                          | Oro          | Plata        | Bronce       |
| ----- | ---- | ----------------------------- | ------------ | ------------ | ------------ |
| I     | 1984 | Lille ( Francia)              | Países Bajos | URSS         | RFA          |
| II    | 1987 | Londres ( Reino Unido)        | Países Bajos | Inglaterra   | URSS         |
| III   | 1991 | Bruselas · ( Bélgica)         | Inglaterra   | Alemania     | URSS         |
| IV    | 1995 | Ámsterdam · ( Países Bajos)   | Países Bajos | España       | Alemania     |
| V     | 1999 | Colonia · ( Alemania)         | Países Bajos | Alemania     | Inglaterra   |
| VI    | 2003 | Barcelona · ( España)         | Países Bajos | España       | Alemania     |
| VII   | 2005 | Dublín ( Irlanda)             | Países Bajos | Alemania     | Inglaterra   |
| VIII  | 2007 | Mánchester ( Reino Unido)     | Alemania     | Países Bajos | Inglaterra   |
| IX    | 2009 | Ámsterdam · ( Países Bajos)   | Países Bajos | Alemania     | Inglaterra   |
| X     | 2011 | Mönchengladbach · ( Alemania) | Países Bajos | Alemania     | Inglaterra   |
| XI    | 2013 | Boom · ( Bélgica)             | Alemania     | Inglaterra   | Países Bajos |
| XII   | 2015 | Londres ( Reino Unido)        | Inglaterra   | Países Bajos | Alemania     |
| XIII  | 2017 | Ámsterdam · ( Países Bajos)   | Países Bajos | Bélgica      | Inglaterra   |
| XIV   | 2019 | Amberes · ( Bélgica)          | Países Bajos | Alemania     | España       |
| XV    | 2021 | Amstelveen · ( Países Bajos)  | Países Bajos | Alemania     | Bélgica      |
| XVI   | 2023 | Mönchengladbach · ( Alemania) | Países Bajos | Bélgica      | Alemania     |
| XVII  | 2025 | Mönchengladbach · ( Alemania) | Países Bajos | Alemania     | España       |
| XVIII | 2027 | Londres ( Reino Unido)        |              |              |              |

### Medallero histórico
- Actualizado a Mönchengladbach 2025.

| Núm. | País         | Oro | Plata | Bronce | Total |
| ---- | ------------ | --- | ----- | ------ | ----- |
| 1    | Países Bajos | 13  | 2     | 1      | 16    |
| 2    | Alemania     | 2   | 8     | 5      | 15    |
| 3    | Inglaterra   | 2   | 2     | 6      | 10    |
| 4    | España       | 0   | 2     | 2      | 4     |
| 5    | Bélgica      | 0   | 2     | 1      | 3     |
| 6    | URSS         | 0   | 1     | 2      | 3     |
|      | TOTAL        | 17  | 17    | 17     | 51    |

1. ↑  Incluye las medallas obtenidas por la RFA entre 1949 y 1990.